# Usina Maremotriz do Lago Sihwa

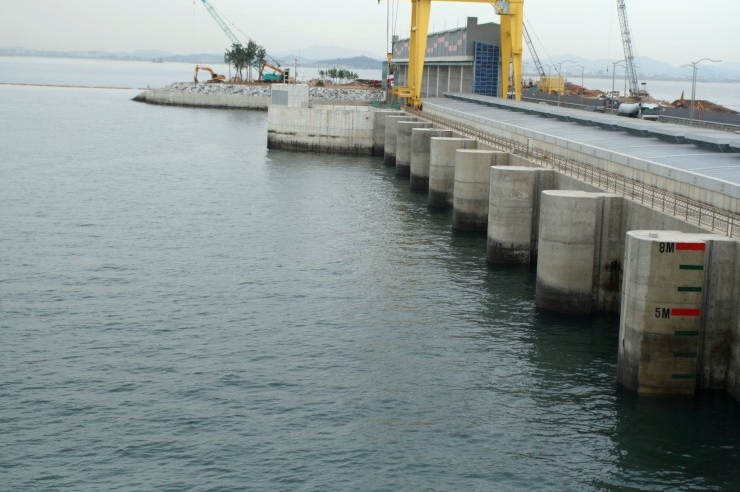
Estação de Energia das Marés do Lago Sihwa

A Usina Maremotriz do Lago Sihwa, localizada na Coreia do Sul na cidade de Ansan, é considerada a maior do mundo com capacidade para a geração de energia de 400GW, o que representa menos de 1% da energia elétrica consumida pela Coreia do Sul.